# Antonín Gruncl
Antonín Gruncl (11. listopadu 1905 Hostomice – 1. července 1942 Praha-Kobylisy) byl český hudebník a učitel. Zapojil se do protifašistického odboje a byl za tuto činnost v době heydrichiády popraven.

## Život
Jeho otec, který byl řídící učitel ve Světci, ho již od čtyř let učil hrát na housle. S matkou pak hrával na veřejných vystoupeních na sokolských a školních akademiích. Velmi talentovaný mladý muž zahájil studia na gymnáziu v Táboře, v roce 1919 pak přestoupil do nově založeného gymnázia v Duchcově. Zde byl jeho spolužákem básník Jindřich Černý. Pro kázeňské přestupky byl však vyloučen a od nového školního roku přestoupil na gymnázium v Mostě, kde odmaturoval. Také zde byl hudebně aktivní a měl se spolužáky orchestr.
Po maturitě začal studia na filozofické fakultě v Praze, ale více než studiu se věnoval hraní po barech a kavárnách. Krátce zkusil i studia medicíny. Potom nějaký čas působil v Ostravě jako jazzový hráč v baru. Nakonec si ale doplnil pedagogické vzdělání a začal učit na pomocné škole v Hostomicích. Odtud přešel do Ledvic a koncem 30. let učil v Břežánkách. Kulturní rozhled a výrazné umělecké sklony jej nejprve přivedly do skupiny hostomických divadelních ochotníků, mezi nimiž nechyběl Oldřich Hoblík, výtvarník Jan Podracký, ani hostující student z Prahy, pozdější významný český divadelní režisér Ota Ornest. V květnu 1935 připravil v hostomické sokolovně premiéru hry Voskovce a Wericha Kat a blázen, v dubnu 1936 Baladu z hadrů a v září 1937 Rub a líc, jejichž reprízy proběhly také v Duchcově. Antonín Gruncl byl velkým ctitelem Jaroslava Ježka, se kterým se osobně znal a sám se uplatnil jako vynikající hudebník a skladatel zejména při inscenaci Balady z hadrů, kterou doplnil i vlastními skladbami se souhlasem autorů.
Po okupaci severočeského pohraničí odešel do Radovesic u Libochovic a v březnu 1939 nastoupil jako učitel v Křesíně. V Roudnici nad Labem a Libochovicích spolupracoval s mladými divadelníky a uplatnil se i jako dirigent jazzového orchestru či hudební skladatel. Tady se také zapojil do odbojové činnosti proti německým okupantům. Byl příslušníkem rozsáhlé libochovické ilegální skupiny, navazující na celostátní Obranu národa. Učitel Antonín Gruncl byl dne 11. dubna 1942 odveden gestapem z křesínské školy přímo uprostřed vyučování a odvezen na kladenské gestapo. Během vyšetřování přišla heydrichiáda a po deseti týdnech, dne 1. července 1942, byl spolu s mnoha dalšími vlastenci popraven na střelnici gestapa v Praze–Kobylisích.